# Grbci
Grbci (italienska: Gherbizzi, Gherbzi eller Gherbaz) är ett lokalnämndsområde och stadsdel i Rijeka i Kroatien.  

## Geografi
Grbci är beläget i nordvästra Rijeka och gränsar till lokalnämndsområdena Zamet i söder, Srdoči i norr och Gornji Zamet i öster.   